# Каро, Мануэль
Мануэль Антонио Каро Олаваррия (исп. Manuel Antonio Caro; 3 июня 1835, Анкуд — 14 июля 1903, Вальпараисо) — чилийский живописец. Один из самых видных художников Чили.

## Биография
Родился в богатой семье. Обучался в Академии живописи в Сантьяго (Чили). Брал уроки живописи у директора академии итальянского художника Алехандро Чикарелли.
В 1859—1865 годах жил в Париже, учился в Школе изящных искусств, где стал первым чилийцем, обучавшимся в этом заведении.
Работал в академическом стиле, художник-портретист. Автор жанровых сцен из народной жизни, исторических и «костюмированных» сюжетов, портретов представителей городского чилийского общества XIX века.
Удостоен нескольких высоких наград на Парижском салоне 1872 года и La Exposición del Mercado Central. Каро выставлялся на выставке 1872 года в Сантьяго; на Международной выставке 1875 года в Сантьяго был награждён большой медалью.

## Избранные картины

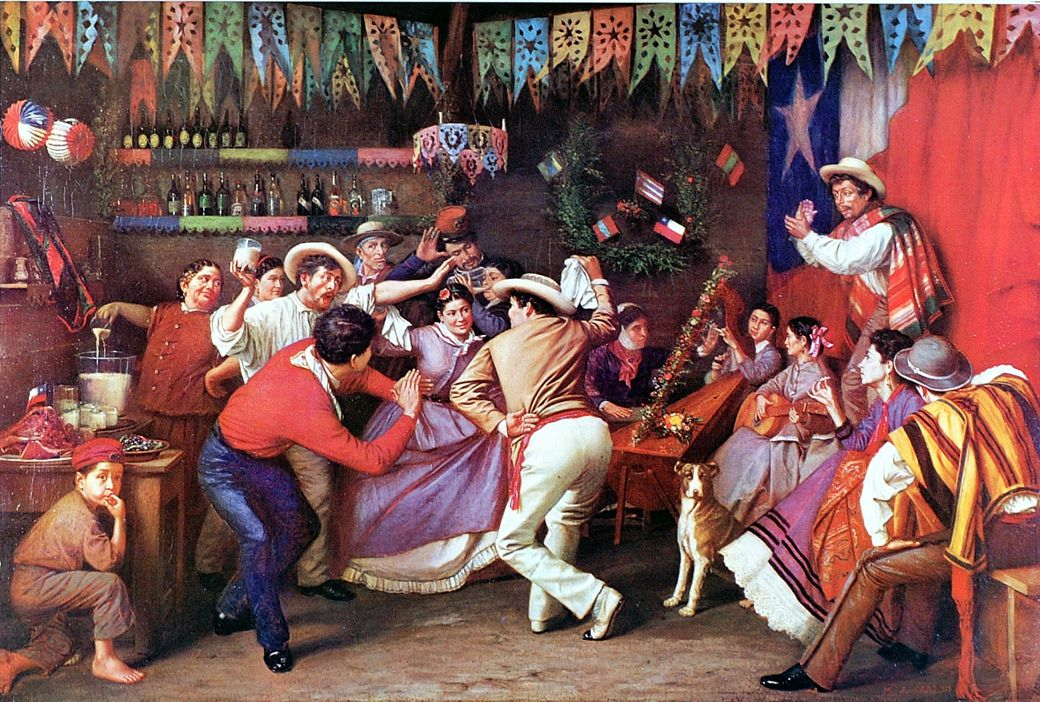
Замакуэка , 1873 г.
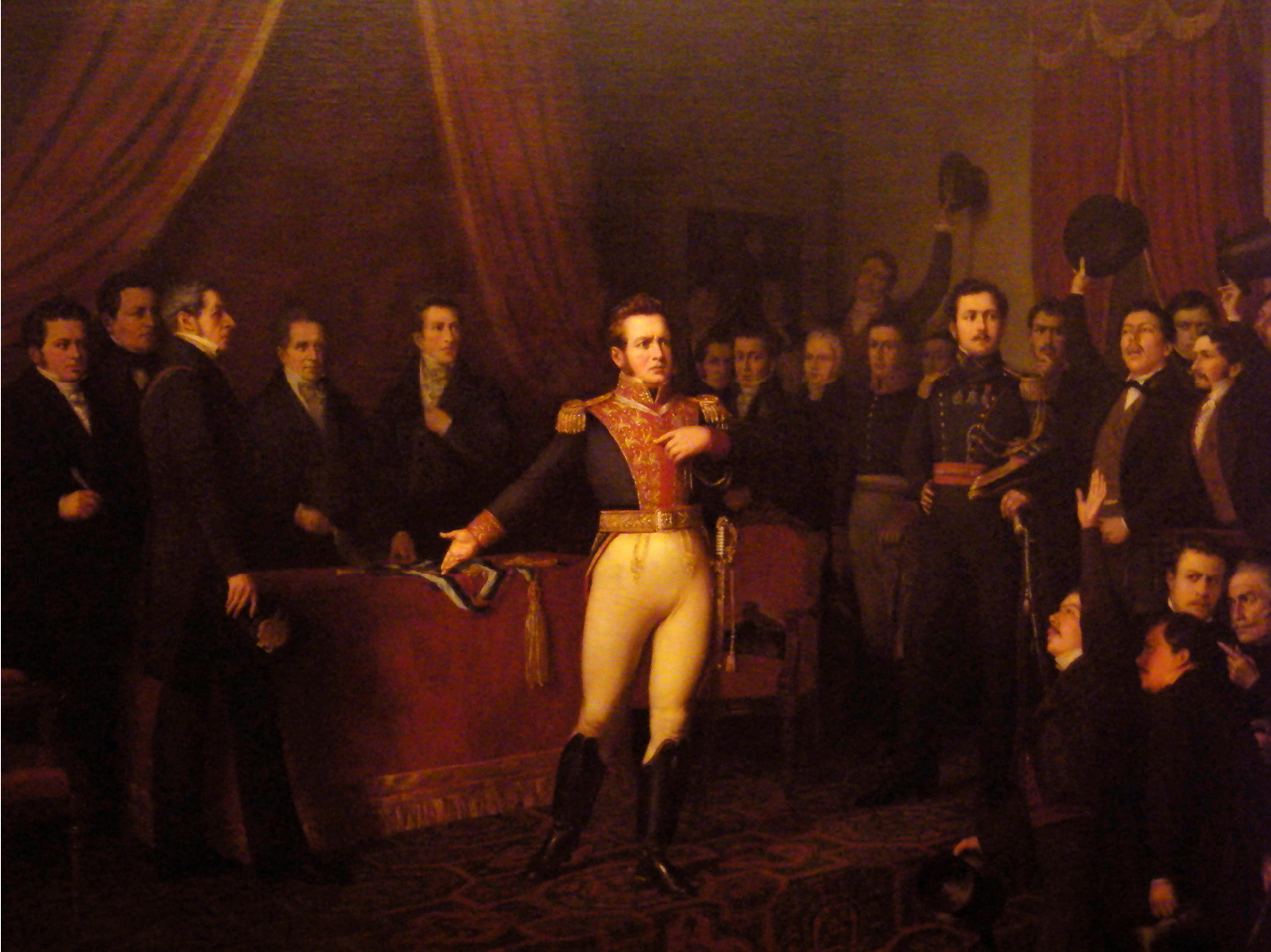
Отречение Б. О’Хиггинса, 1875
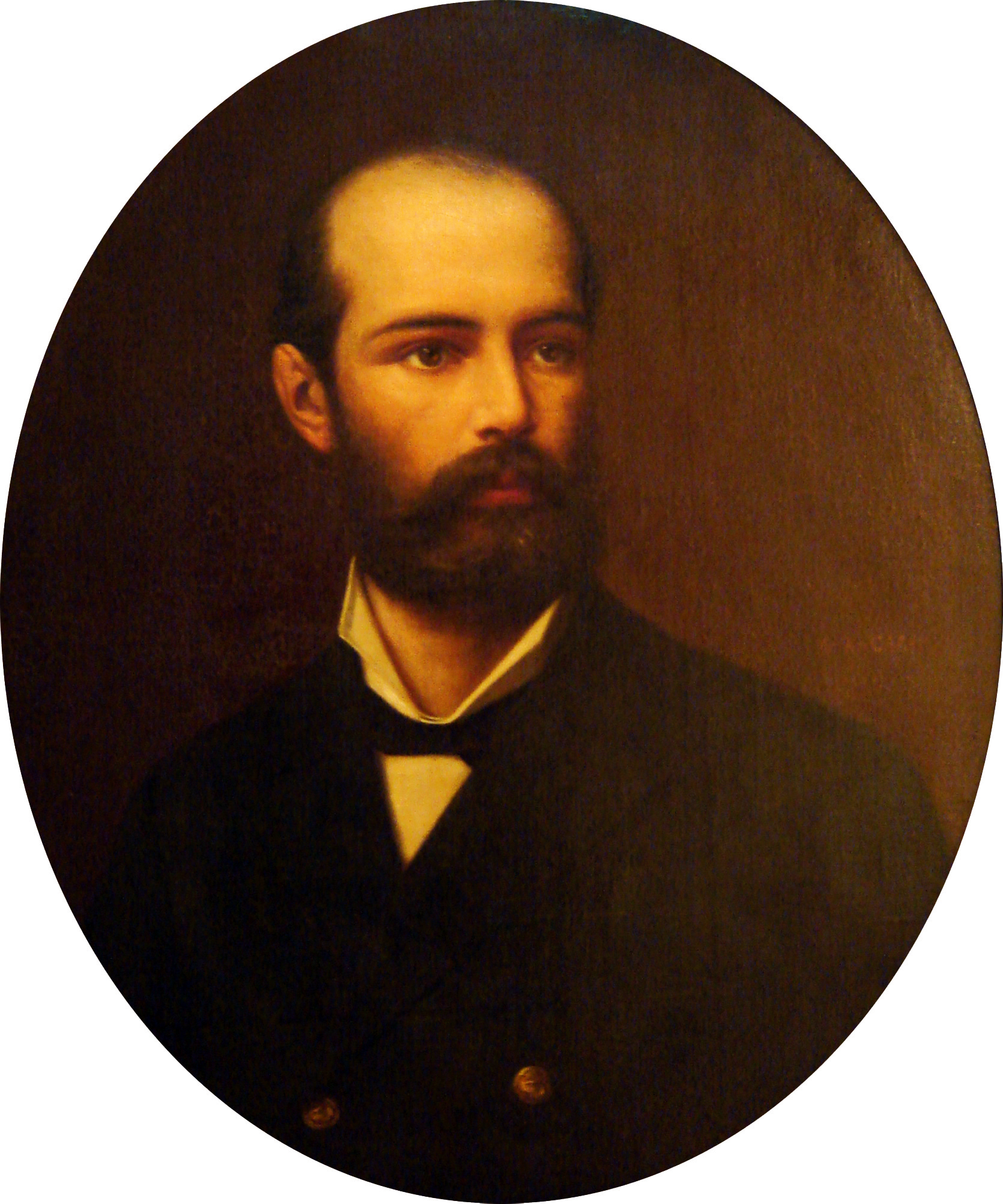
Портрет героя Второй тихоокеанской войны Артуро Прато
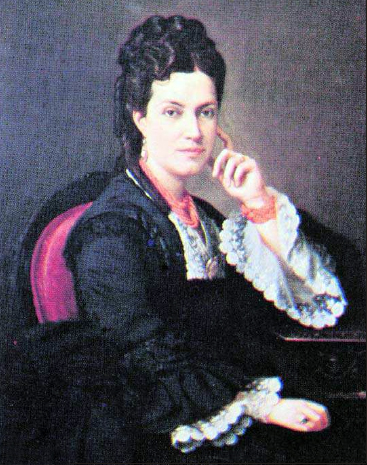
Портрет жены адмирала Хуана Уильямса Реболледо
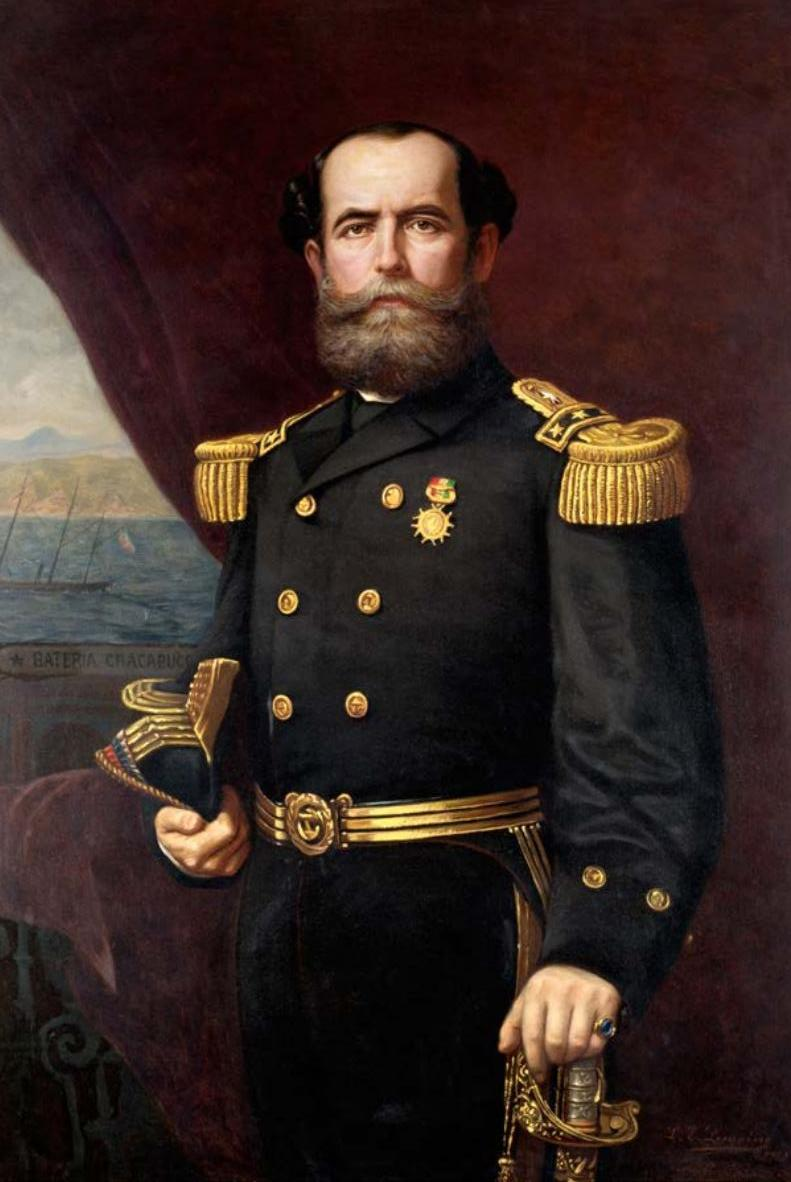
Портрет адмирала Хуана Уильямса Реболледо, 1871